# Fontaine-lès-Hermans
Fontaine-lès-Hermans é uma comuna francesa na região administrativa de Altos da França, no departamento de Pas-de-Calais. Estende-se por uma área de 3,8 km². Em 2010 a comuna tinha 111 habitantes (densidade: 29,2 hab./km²).